# بیوک لاسابر
بیوک لاسابر (Buick LeSabre) خودرویی است.
این خودرو در کلاس خودرو سایز بزرگ قرار گرفته،